# Гёттшинг, Мануэль
Мануэль Гёттшинг (нем. Manuel Göttsching; 9 сентября 1952, Западный Берлин — 4 декабря 2022, Берлин) — немецкий композитор и музыкант, ведущий представитель электронной музыки 1970—2000-х годов.
В качестве основателя и лидера групп Ash Ra Tempel и Ashra, а также в своей сольной карьере, Гёттшинг зарекомендовал настоящим новатором в области музыкальной эстетики, ключевой фигурой в развитии таких направлений, как краут-рок, космическая музыка и Берлинская школа электронной музыки.
Его альбом 1984 года E2-E4 остаётся краеугольным камнем последующего развития таких новых музыкальных стилей, как техно, хаус и эмбиент.

## Биография
Мануэль Гёттшинг родился в Берлине, в 14 лет бросил классическое музыкальное образование ради игры в местных группах, и в конце концов обратился к электронике и импровизационной технике.

### Ash Ra Tempel
В 1970 году Гёттшинг вместе с бывшим барабанщиком Tangerine Dream Клаусом Шульце и школьным другом Хартмутом Энке сформировал группу Ash Ra Tempel. Группа вскоре заключила контракт с берлинским лейблом Ohr и на следующий год выпустила свой дебютный одноимённый альбом.
По мере того, как электроника стала оказывать всё большее воздействие на немецкую музыкальную сцену, Ash Ra Tempel вышла в авангард применения новых технологий и разработок, постоянно приобретая новое оборудование.
В 1972 году после альбома Schwingungen Ash Ra Tempel записала в Швейцарии живой альбом Seven Up вместе с американским профессором, знаменитым пропагандистом ЛСД Тимоти Лири. После довольно удачного альбома Join Inn в 1973 году Шульце и Энке покинули группу. В том же году фактически вдвоём со своей подругой, певицей Рози Мюллер, Гёттшинг выпустил ещё один, последний на тот период альбом Ash Ra Tempel — Starring Rosi.

### Сольная карьера и Ashra
В 1973 году Гёттшинг вместе с Клаусом Шульце и музыкантами группы Wallenstein принял участие в серии кислотных импровизаций в звукостудии, которые фирма грамзаписи Kosmische обработала и в 1974 году выпустила в виде пяти альбомов группы The Cosmic Jokers. Сегодня эти альбомы относятся к классике краут-рока.
В 1974 году Гёттшинг отказался от названия Ash Ra Tempel и как сольный артист выпустил альбом Inventions for Electric Guitar, революционный звуковой пейзаж, придавший новый толчок его экспериментам с электроникой.
После некоторой паузы в 1976—1977 годах Гёттшинг выпустил два сольных альбома под именем Ashra — New Age of Earth и Blackouts с богатыми синтезаторными текстурами и гитарным солированием. Первый из них сегодня относится к классике Берлинской школы электронной музыки.
В 1979—1980 годах Ashra выпустила ещё два альбома, после чего прервала существование до 1990 года, когда от имени группы Гёттшинг вместе с гитаристом Лутцем Улбрихом выпустил альбом Walkin’ the Desert.
В конце 1981 года Гёттшинг вместе с Шульце провёл серию совместных концертов импровизационной музыки.

### E2-E4
В 1981 году Гёттшинг написал музыку, по его словам, для прослушивания в самолёте. Это 58-минутное экспериментальное произведение, названное E2-E4, представляло собой коллаж из специально обработанных гитарных партий, кислотно-атмосферических синтезаторов и современных ритмов. Не намереваясь вообще выпускать этот трек, Гёттшинг не издавал его вплоть до 1984 года.
Однако почти сразу после выхода альбома E2-E4 стал культовым в андерграундных клубах, где его регулярно крутили в сетах вместе с New Order и другими ключевыми новаторами того времени, не обращая внимание на признание Гёттшинга, что при его создании он совсем не имел в виду танцевальную аудиторию.
В 1989 году с Гёттшингом связалась группа итальянских диджеев, предложивших выпустить ремикс альбома E2-E4. Он дал согласие и даже записал гитарную партию для альбома. По причине лицензионных ограничений альбом, выпущенный под названием Sueño Latino, стал всемирным клубным хитом и достиг первого места в танцевальном чарте Великобритании. По иронии судьбы, этот альбом был продан бо́льшим тиражом, чем все предыдущие альбомы Гёттшинга, вместе взятые.
В 2000 году Гёттшинг вместе с Клаусом Шульце от имени Ash Ra Tempel выпустил концертно-студийный альбом Friendship, концертная часть которого была записана в Королевском фестивальном зале в Лондоне.
В 2007 году Гёттшинг выпустил записанный на концерте в Японии альбом Live at Mt. Fuji.
Скончался М. Гёттшинг 4 декабря 2022 года.

## Дискография
Сольные альбомы
1974 — Inventions for Electric Guitar
1984 — E2-E4
1991 — Dream & Desire
2005 — Die Mulde
2005 — Concert for Murnau
2005 — E2-E4 Live
2007 — Live at Mt. Fuji